# Меньшикова, Анна Александровна
Анна Александровна Меньшикова (урожд. Сысоева) — советский работник культуры.

## Биография
Родилась в 1919 году в селе Лединское в семье Александра Михайловича и Великониды Ивановны Сысоевых. Отец был председателем колхоза «12 Октябрь» Бабушкинского сельсовета. Дядя — Бабушкин Иван Васильевич.
В семье было пятеро детей двое сыновей — Николай и Владимир и три дочери — Анна, Мария (в замуж. Шапкина), Елизавета (в замуж. Татаринова).
Во время учёбы в школе Анна была членом бюро районного комитета комсомола. В 1936 году после восьмого класса, по направлению Леденгского райкома комсомола направлена в Архангельск, в Высшую краевую коммунистическую сельскохозяйственную школу.  После окончания вернулась в родное село и стала работать заведующей отделом пионеров, а затем и секретарем РК ВЛКСМ.
Была членом КПСС.
В 1939 году Анна Александровна уехала из родного села — в связи с тем, что её избрали секретарем Вологодского обкома ВЛКСМ.  В мае 1942 года была вызвана в Москву, в ЦК ВЛКСМ, и до конца войны проработала в отделе школьной молодежи и пионеров заместителем заведующего отделом.
- В 1950—1953 гг. — ответственный сотрудник издательства «Молодая гвардия» и газеты «Пионерская правда»[1].
- В 1953—1986 гг. — руководитель редакции вещания для детей и юношества Всесоюзного радиокомитета[1].

Под руководством Анны Александровны Меньшиковой были созданы передач, любимые несколькими поколениями – «Клуб знаменитых капитанов», «Детский радиотеатр», «Угадайка», «Радионяня» и другие. По её инициативе в радиовещании для детей были созданы циклы передач: «Детям о Ленине», «Рассказы о героях», «Страницы жизни замечательных людей», «На космических орбитах», «Живут на свете дети» (на тему интернационального воспитания), «Ровесники», «Передача для старшеклассников на тему комсомольской жизни».
Меньшикова А.А. была инициатором создания Большого детского хора Всесоюзного радио и Центрального телевидения.
С 1975 года жила на Аргуновской улице,12.
C 1986 года — персональный пенсионер.
Умерла в Москве в 1999 году. Похоронена в Москве на Бабушкинском кладбище.

## Семья
Муж (с 1944 года) — Виктор Федорович Меньшиков (1919—1982), участник Великой Отечественной войны
Сыновья:
- Андрей (род. в 1945 году). Работал  в Молодёжной редакции ЦТ в должности заведующего отделом, создавал такие передачи, как «А ну-ка, девушки!», «Веселые ребята» и другие; в 1986 году возродил КВН, был автором и режиссёром первого советско-американского детского телемоста «Можем быть одной семьей».  В 1988 году эта программа была удостоена премии «Эмми» Американской академии телевидения. Лауреат многих международных и российских телепремий. Автор текстов песен для детей, пьес, мюзиклов, сценариев фильмов. Член Союза журналистов и Союза профессиональных литераторов России. Ветеран труда. Заслуженный деятель искусств Российской Федерации.
- Владимир (род. в 1949 году). Химик, доктор технических наук, профессор[4].
  - Внук (сын Владимира) — Андрей Меньшиков (Лигалайз), музыкант, рэп-исполнитель.

## Отзывы о деятельности и личности
Долгие годы руководила детской редакцией Всесоюзного радио Анна Александровна Меньшикова, чуткость и обаяние которой, острота её восприятия всего и нетрадиционного, умение сплотить творческий коллектив и твердой рукой вести свой корабль в безбрежном эфире создавали высокий авторитет редакции.

## Награды
- орден Ленина[6]
- 3 ордена Трудового Красного Знамени[6]
- Почетная грамота Верховного Совета РСФСР
- Заслуженный работник культуры РСФСР
- Лауреат премии Союза журналистов СССР
- Отличник телевидения и радиовещания
- Отличник народного просвещения.